# Anne-Sophie Mondière
Anne-Sophie Mondière (ur. 1 lutego 1979) – francuska judoczka. Dwukrotna olimpijka. Zajęła siódme miejsce w Pekinie 2008 i siedemnaste w Londynie 2012. Walczyła w wadze ciężkiej.
Brązowa medalistka mistrzostw świata w 2005 i 2007; uczestniczka zawodów w 2001, 2003, 2008 i 2011. Pierwsza w drużynie w 2006. Startowała w Pucharze Świata w latach 1997–2002, 2004, 2010, 2011 i 2012. Zdobyła dwanaście medali na mistrzostwach Europy w latach 2001 -  2012, w tym cztery w drużynie. Wygrała igrzyska wojskowe w 2011. Brązowa medalistka uniwersjady w 2001. Zdobyła trzy medale na akademickich MŚ. Mistrzyni Francji w 2001, 2002, 2005, 2006 i 2007 roku.

## Letnie Igrzyska Olimpijskie 2008
| Konkurencja | Eliminacje               | Eliminacje           | Repasaże                 | Repasaże                        | Klas. końcowa |
| Konkurencja | Przeciwnik I             | Przeciwnik II        | Przeciwnik I             | Przeciwnik II                   | Miejsce       |
| ----------- | ------------------------ | -------------------- | ------------------------ | ------------------------------- | ------------- |
| +78 kg      | Mariya Shekerova (UZB) Z | Maki Tsukada (JPN) P | Vanessa Zambotti (MEX) Z | Dordżgotowyn Cerenchand (MGL) P | 7.            |

## Letnie Igrzyska Olimpijskie 2012
| Konkurencja | Eliminacje                    | Klas. końcowa |
| Konkurencja | Przeciwnik I                  | Miejsce       |
| ----------- | ----------------------------- | ------------- |
| +78 kg      | Maria Suelen Altheman (BRA) P | 17.           |